# Архангелка
Арха́нгелка (каз. Архангел) — село у складі Жамбильського району Північноказахстанської області Казахстану. Адміністративний центр Архангельського сільського округу.
Населення — 434 особи (2021; 582 у 2009, 1174 у 1999, 1496 у 1989).
Національний склад станом на 1989 рік:
- росіяни — 64 %
- казахи — 22 %.